# Hart Schaffner & Marx

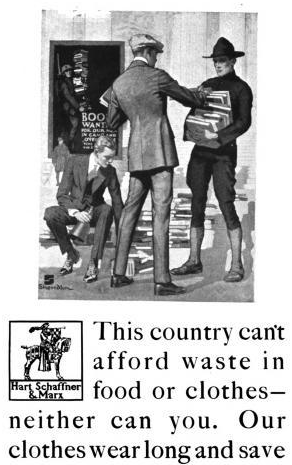
Zeitschriftenwerbung aus dem Jahr 1911

Hart Schaffner & Marx ist ein 1887 entstandenes und 1911 von Harry Hart, Joseph Schaffner und Marcus Marx gegründetes  Textilhandelsunternehmen. Firmensitz liegt in 101 North Wacker Drive, Chicago, Illinois.

## Geschichte
2007 erzielte das Unternehmen 564,87 Millionen US-Dollar Erlös.
2012 wurde das Unternehmen von der Authentic Brands Group aufgekauft.
Die Firma wird am Grey Market: HTMXQ gehandelt.

## Wissenswertes
Harry Hart (1850–1929), Geschäftsmann, Gründer und Partner von Hart Schaffner & Marx wurde in Eppelsheim geboren.
Die Firma stattet Barack Obama mit Anzügen aus.